# Izu no odoriko

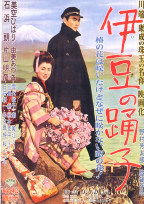
Cartaz do filme japonês, de 1954, A Dançarina de Izu

Izu no odoriko é um livro de contos do Nobel japonês Yasunari Kawabata, publicado pela primeira vez em 1926.
O conto que dá nome ao livro foi adaptado ao cinema no Japão por mais do que uma vez, uma das quais com participação de Yamaguchi Momoe.
A expressão odoriko ("dançarina") acabou por nomear os comboios que se dirigem para a área da península de Izu.